# Ashwini Ponnappa
Ashwini Ponnappa (Bangalore, 18 de setembre de 1989) és una esportista índia d'elit que competeix en bàdminton en la categoria tan de dobles femení com en mixtos. Ella té una reeixida associació amb Jwala Gutta mentre que la parella ha guanyat moltes medalles en esdeveniments internacionals, incloent una medalla d'or en els Jocs de la Commonwealth i una de bronze històric als Campionats Mundials. La parella també ha estat constantment classificada entre les 20 primeres en el BWF World Ranking arribant fins al núm. 10. Ponnappa juntament amb Gutta va guanyar la medalla de bronze en el BWF World Championships el 2011 convertint-se en la primera parella i femenina de l'Índia i només la segona a la general a guanyar una medalla del món.